# Mistrzostwa świata w szachach 1960

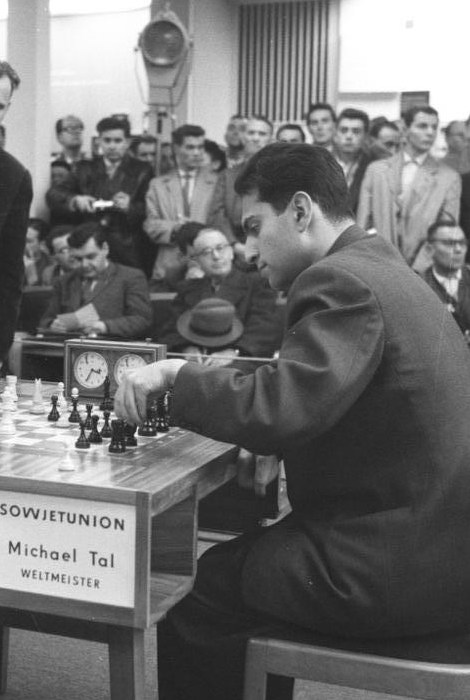
Mistrz świata 1960,
Michaił Tal

Mecz pomiędzy aktualnym mistrzem świata - Michaiłem Botwinnikiem, a zwycięzcą turnieju pretendentów Michaiłem Talem, rozegrany w Moskwie w dniach 15 III - 7 V 1960 r. pod egidą FIDE.

## Zasady
Pojedynek składał się z 24 partii. Mistrzem świata zostać miał ten z zawodników, który uzyska więcej punktów. W przypadku remisu tytuł zachowywał Botwinnik.

## Przebieg meczu
Tal wygrał pierwszą partię obalając przygotowaną przez Botwinnika specjalnie na ten mecz nowinkę debiutową. Po serii remisów wygrał także VI i VII. Botwinnik wygrał VIII i IX. Stan meczu prawie się wyrównał, jednak Botwinnik przegrał jeszcze XI partię, a po dłuższej serii remisów także XVII i XIX. Łotewski mistrz, Michaił Tal został nowym mistrzem świata.

## Wyniki w poszczególnych partiach
|                   | 1 | 2 | 3 | 4 | 5 | 6 | 7 | 8 | 9 | 10 | 11 | 12 | 13 | 14 | 15 | 16 | 17 | 18 | 19 | 20 | 21 | Punkty |
| ----------------- | - | - | - | - | - | - | - | - | - | -- | -- | -- | -- | -- | -- | -- | -- | -- | -- | -- | -- | ------ |
| Michaił Tal       | 1 | ½ | ½ | ½ | ½ | 1 | 1 | 0 | 0 | ½  | 1  | ½  | ½  | ½  | ½  | ½  | 1  | ½  | 1  | ½  | ½  | 12½    |
| Michaił Botwinnik | 0 | ½ | ½ | ½ | ½ | 0 | 0 | 1 | 1 | ½  | 0  | ½  | ½  | ½  | ½  | ½  | 0  | ½  | 0  | ½  | ½  | 8½     |